# Образовательные учреждения города Иваново

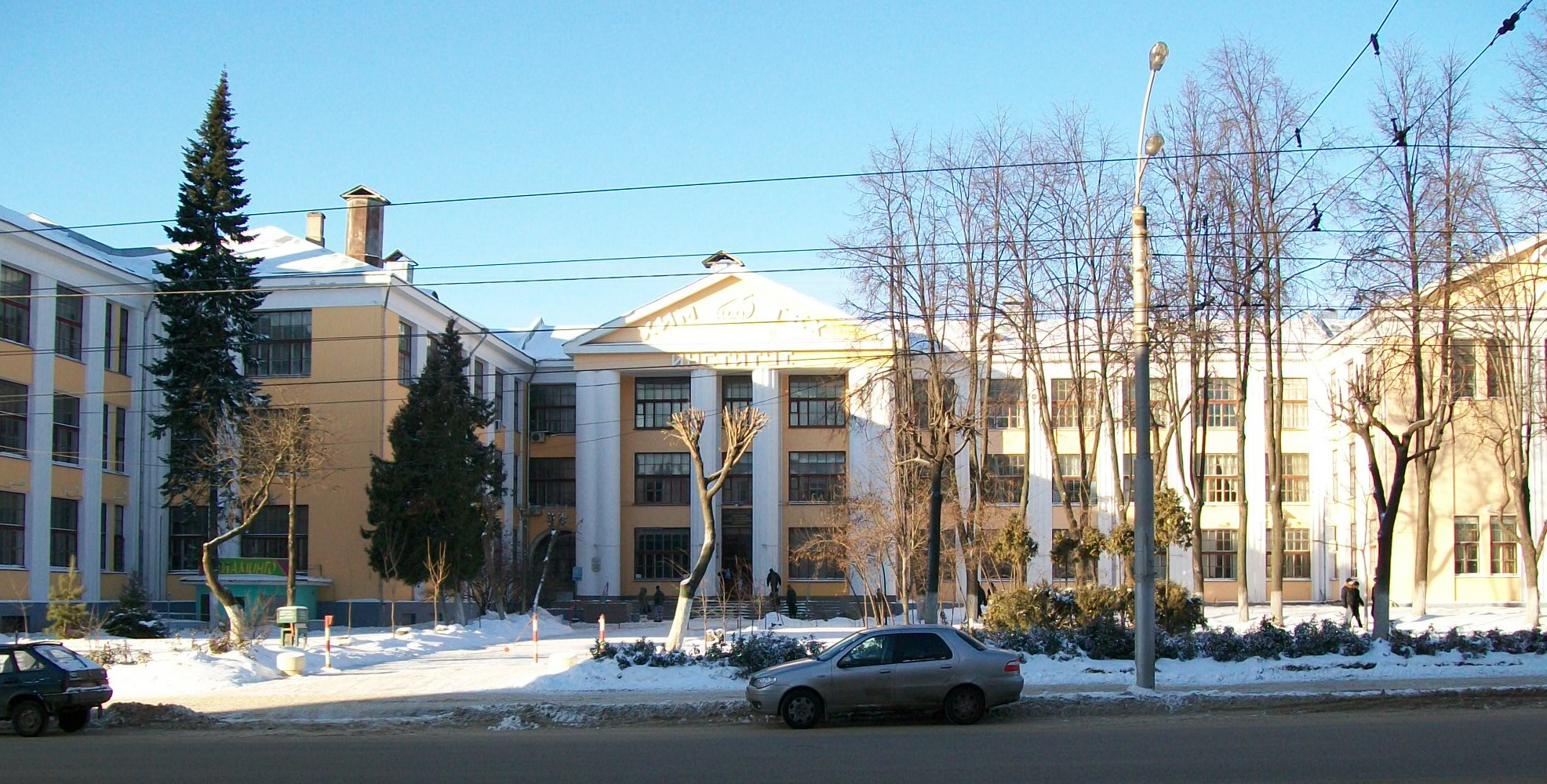
ИГХТУ на Шереметьевском проспекте

Образование в городе представлено большим количеством вузов, колледжей, профессиональных училищ и школ. Первое мужское реальное училище появилось в Иваново-Вознесенске в 1873 году, первая женская прогимназия в 1878.

## Вузы
Первые вузы (Иваново-Вознесенский политехнический институт и Иваново-Вознесенский педагогический институт) были созданы в городе ещё в 1918 году. В настоящее время в Иванове находятся:
- Ивановский государственный политехнический университет, образованный в 2012 году[2] в состав которого вошли:
  - Ивановский государственный архитектурно-строительный университет[3].
  - Ивановская государственная текстильная академия[4].
- Ивановский государственный медицинский университет[5].
- Ивановский Верхневолжский государственный агробиотехнологический университет[6].
- Ивановский государственный университет[7].
- Ивановский государственный химико-технологический университет[8].
- Ивановский государственный энергетический университет им. В. И. Ленина[9].
- Ивановская Академия Государственной противопожарной службы МЧС России

### Филиалы вузов
- Ивановский филиал Российского экономического университета имени Г.В.Плеханова[10]
- Ивановский филиал Российского государственного гуманитарного университета[11]
- Ивановский филиал Российской Академии народного хозяйства и государственной службы при Президенте РФ
- Ивановский филиал НОУ ВПО «Институт управления» (МИУ, г. Архангельск)[12]
- Ивановский филиал Международного юридического института (МЮИ)[13]
- Ивановский филиал Владимирского юридического института ФСИН России

## Средние специальные учебные заведения

### Колледжи
- Ивановский автотранспортный колледж (ФГОУ СПО «ИАТК»)[14]
- Ивановский медицинский колледж
- Ивановский педагогический колледж
- Ивановский фармацевтический колледж
- Ивановский энергетический колледж
- Ивановский юридический колледж
- Машиностроительный колледж Ивановского государственного энергетического университета
- Ивановский промышленно-экономический колледж
- Ивановский колледж культуры
- Ивановский колледж управления и права (ЧПОУ «ИвКУиП»)
- Ивановский государственный политехнический колледж Ивановского государственного политехнического университета
- Ивановский колледж пищевой промышленности
- Ивановский колледж сферы услуг
- Ивановский колледж лёгкой промышленности
- Ивановский железнодорожный колледж
- Ивановский гуманитарно-технический колледж
- Ивановский технический колледж
- Ивановский колледж ветеринарной медицины и агробизнеса

### Техникумы
- Ивановский кооперативный техникум
- Ивановский радиотехнический техникум-интернат, ФГОУ

### Училища
- Ивановское художественное училище
- Ивановское Музыкальное училище, ГОУ
- ОБУСО Центр социальной помощи семье и детям

## Средние учебные заведения

### Школы

Школа № 30

- Школа № 30 (МУСОШ № 30 с углубленным изучением английского языка)
- Школа № 36[15]
- Школа № 39[16]